# Wang Ruowang
Wang Ruowang (chinesisch 王若望, Pinyin Wáng Rùowàng, W.-G. Wang Jo-wang; * als Wang Shouhua (chinesisch 王壽華 / 王寿华, Pinyin Wáng Shòuhuá) 1918 in Wujin (Jiangsu); † 19. Dezember 2001 in New York City) war ein chinesischer Autor, Journalist und Dissident.
Wang wurde in seinem Leben mehrmals verhaftet, das erste Mal im Alter von 16 Jahren, als ihn die Polizei der Kuomintang wegen des Verfassens von Satiren festnahm.
Wang trat der Kommunistischen Partei während des Krieges gegen Japan bei. Während seines Aufenthaltes in der kommunistischen Basisregion von Yan’an arbeitete er bei einer Wandzeitung namens „Leichte Kavallerie“ mit, die Fehlentwicklungen in der Partei aufzeigte. Er wurde dafür vom KP-Sicherheitschef Kang Sheng nach Shandong verbannt.
Nach Errichtung der Volksrepublik arbeitete Wang als Journalist. Er folgte Mao Zedongs Aufruf zu Kritik an Missständen während der Hundert-Blumen-Bewegung und schrieb mehrere kritische Texte. Er fiel in der Folge als Rechtsabweichler der politischen Repression zum Opfer, wurde aus der Partei ausgeschlossen, aber 1962 rehabilitiert. Während des Großen Sprunges nach vorn übte Wang erneut Kritik und wurde dafür vom Shanghaier KP-Chef Ke Qingshi auf das Schärfste angegriffen; Wangs Frau starb in Folge der Angriffe. Während der Kulturrevolution wurde er als Konterrevolutionär verhaftet. Nach Maos Tod wurde Wang im Jahre 1979 erneut rehabilitiert und durfte der Partei wieder beitreten. Als unter Deng Xiaoping Urteile aus der Kulturrevolution rückgängig gemacht wurden, gehörte Wang zu den Autoren der Wundenliteratur, die das Leiden der Menschen während der politischen Wirren beschrieben. In diese Phase fällt sein Buch „Hungertrilogie“, in der er die Herrschaft der KP als schlimmer als jene der Kuomintang beschreibt. Später wurde er zum Herausgeber der Shanghaier Literaturzeitschrift ernannt und gab Vorlesungen an mehreren Orten in Shanghai.
Während Dengs Reform- und Öffnungspolitik gehörte Wang neben Fang Lizhi und Liu Binyan zu jenen Intellektuellen, die neben wirtschaftlichen Reformen auch eine Demokratisierung verlangten. Deng lehnte alles ab, was die Autorität der Partei potentiell untergraben könnte und verlangte von Hu Yaobang, damals Generalsekretär der Kommunistischen Partei Chinas, Wang, Fang und Liu aus der Partei auszuschließen. Hu kam dieser Aufforderung nur sehr zögerlich nach, was mit dazu beitrug, dass er im Jahr 1987 seine Posten verlor. Im Jahre 1987 wurde Wang zum zweiten Mal aus der Kommunistischen Partei ausgeschlossen. Im Jahre 1989 demonstrierte er für Qin Benli, dessen Shanghaier Wirtschaftszeitschrift geschlossen worden war. Er unterstützte die Demonstrationen für Demokratie, die später auf dem Tiananmen-Platz blutig niedergeschlagen wurden. Er wurde verhaftet und saß vierzehn Monate im Gefängnis.
Im Jahre 1992 erlaubten die Behörden Wang, in die USA auszureisen und eine Professur an der Columbia University anzunehmen, und stellten gleichzeitig sicher, dass Wang nicht nach China zurückkehren würde.